# Leitura Dinâmica (telejornal)
Leitura Dinâmica é um telejornal da RedeTV! apresentado sempre de segunda a sexta, após a meia-noite. Por apresentar as principais notícias do dia de forma rápida e concisa com linguagem jovem o programa se destaca na programação da TV brasileira, usando recursos gráficos e cenários virtuais de última geração, que conferem tal agilidade. É o programa mais antigo da emissora ainda em exibição.
Os fatos do Brasil e do mundo, política, números do mercado financeiro e curiosidades, acompanhados de uma dose de opinião, compõem o programa, que também reserva diariamente 30% de seu espaço para cultura. São abordados assuntos como moda, personalidades, cinema, música, artes, divertimento eletrônico e internet. Inova ao abordar música alternativa e tecnologia de forma direta às pessoas que entendem do assunto, diferenciando-se dos jornais tradicionais que costumam evitar o tema, e quando o abordam o fazem numa linguagem voltada a leigos. É bastante popular especialmente entre as pessoas de classes mais privilegiadas com acesso à tecnologia, em especial à Internet.

## História
O Leitura Dinâmica estreou em 21 de novembro de 1999., em um domingo. O programa inicialmente era dominical e tinha apresentação de Milton Jung, então também locutor esportivo da emissora. Na época, o programa contava com a participação de Daniel Piza (ex-Gazeta Mercantil), que mantinha uma coluna de crítica e análise de revistas.
A aceitação do público ao formato inovador fez com que o programa passasse a ser diário em 2001. Assim, ganhou reforços na equipe de produtores e editores. O posto de apresentador foi assumido – em um primeiro momento – por Rita Lisauskas. Na sequência, vieram Cláudia Barthel e, a partir de janeiro de 2004, Renata Maranhão, que deixou a emissora em 2013. Desde abril de 2012, a segunda edição era apresentada por Cláudia Barthel, que ficou até 14 de dezembro do mesmo ano e foi dispensada da emissora junto com outros funcionários, sendo substituída por Érica Reis, tendo sua estreia em 17 de dezembro de 2012. Cláudia voltou em fevereiro de 2013 como apresentadora eventual, ficando assim até sua demissão em 2019. Erica ficou até 27 de maio de 2022, já que a partir do dia 30 assumiu o RedeTV! News. Gabriela Di França chegou a ser anunciada interinamente, mas depois foi fixada em definitivo no comando do jornal.

## Ex-apresentadores
- Renata Maranhão (2004-2012) [13]
- Cláudia Barthel (2012) [13]
- Érica Reis (2012-2022)[14]

## Leitura Dinâmica - Primeira Edição
Em 9 de junho de 2008, ia ao ar o primeiro Leitura Dinâmica - Primeira Edição, apresentado por Cristina Lyra, às 8h30min. Foi o primeiro telejornal da manhã da RedeTV! desde o BrasilTV! de 1999 a 2002, apresentado por Júlio Mosquéra e o Notícias do Brasil de 2003 a 2007, apresentado por Ney Gonçalves Dias. Em 2009, passou a ser apresentado por Cláudia Barthel. Em novembro de 2011, a Primeira Edição passa a ser apresentado por Eduardo Campos. A atração foi exibida pela última vez em 26 de outubro de 2012, para dar lugar ao programa Se Liga Brasil.